# Albert van Outwater
Albert van Ouwater (1410~1415 – 1475) è stato un pittore olandese, coetaneo di Jan van Eyck.

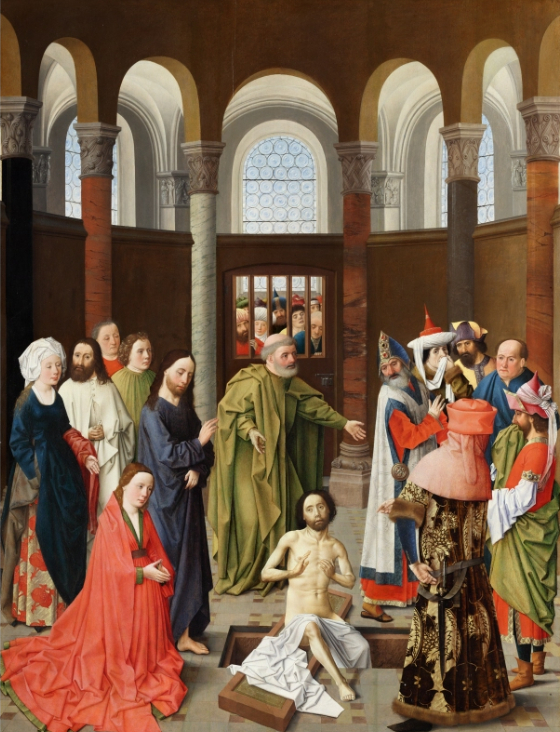
De La resurrezione di Lazzaro, Berlino, Gemäldegalerie.

Nato probabilmente a Oudewater e riconosciuto da Karel van Mander come un buon pittore nel suo Schilderboeck, in cui inserì una lunga descrizione della sua Resurrezione di Lazzaro. È stato uno dei pionieri della Scuola di Haarlem.
Un suo famoso allievo fu Geertgen tot Sint Jans.